# Shahrestān di Sarpol-e-Zahab
Lo shahrestān di Sarpol-e-Zahab  o Sar-e-Pol-e-Zohab (farsi شهرستان سرپل ذهاب) è uno dei 14 shahrestān della provincia di Kermanshah, il capoluogo è Sarpol-e-Zahab. Gli abitanti parlano il sorani una variante dialettale del curdo.